# Chaco sec
Localisation
Le Chaco sec, ou Chaco occidental, est une écorégion terrestre définie par le Fonds mondial pour la nature (WWF), qui appartient au biome des forêts de feuillus sèches tropicales et subtropicales de l'écozone néotropicale. C'est une région naturelle sud-américaine et subdivision du « Gran Chaco », qui s'étend en Argentine, au Paraguay et en Bolivie. La végétation alterne entre la savane et la forêt d'épineux.